# Þórsdóttir
Þórsdóttir ist ein weiblicher isländischer Name. Die deutsche Transkription des Namens ist Thorsdottir.

## Herkunft und Bedeutung
Der Name ist ein Patronym und bedeutet Þórs Tochter. Die männliche Entsprechung ist Þórsson (Þórs Sohn).

## Namensträgerinnen
- Ásthildur Lóa Þórsdóttir (* 1966), isländische Politikerin
- Eythora Thorsdottir (Eyþóra Elísabet Þórsdóttir; * 1998), niederländische Turnerin